# Lepista pulverea
Lepista pulverea är en fjärilsart som beskrevs av George Francis Hampson 1914. Lepista pulverea ingår i släktet Lepista och familjen björnspinnare. Inga underarter finns listade i Catalogue of Life.